# Instytut Teatralny im. Zbigniewa Raszewskiego
Instytut Teatralny im. Zbigniewa Raszewskiego – państwowa instytucja kultury zajmująca się dokumentacją, promocją i animacją polskiego życia teatralnego. Ma siedzibę w Warszawie, przy ul. Jazdów 1.

## Opis
Instytut m.in. realizuje i wspiera projekty badawcze, wydawnicze i edukacyjne dotyczące teatru. Prowadzi archiwum gromadzące największą w Polsce kolekcję teatraliów (Pracownia Dokumentacji im. Barbary Krasnodębskiej), wortal e-teatr.pl poświęcony polskiemu teatrowi, internetową „Encyklopedię teatru polskiego”, a także bibliotekę, mediatekę oraz specjalistyczną księgarnię „Prospero”. Instytut jest koordynatorem i współorganizatorem teatralnych programów i konkursów Ministerstwa Kultury i Dziedzictwa Narodowego: Ogólnopolskiego Konkursu na Wystawienie Polskiej Sztuki Współczesnej, Konkursu na Inscenizację Dawnych Dzieł Literatury Polskiej „Klasyka Żywa”, programu „Teatr Polska”, „Lato w teatrze”, Konkursu Fotografii Teatralnej, oraz Dnia Teatru Publicznego.
Patronem Instytutu Teatralnego jest prof. Zbigniew Raszewski, intelektualista, pisarz, historyk i nauczyciel. Pierwszym dyrektorem w latach 2003–2013 był Maciej Nowak. Następnie tę funkcję pełniły Dorota Buchwald (2014–2018) i Elżbieta Wrotnowska-Gmyz (2019–2024). Od 2024 dyrektorem jest Justyna Czarnota-Misztal.
W Instytucie Teatralnym znajduje się archiwum tematyczne gromadzące dokumentację współczesnego teatru. Udostępnia on olbrzymi zbiór artykułów prasowych, recenzji, zdjęć, programów teatralnych, afiszy, plakatów, dokumentów związanych z działalnością poszczególnych scen, archiwa prywatne twórców i archiwa instytucji. Wszystkie zbiory – w tym także teczki z wycinkami prasowymi dotyczącymi pracy poszczególnych artystów, edycji festiwali teatralnych i filmowych, szkół teatralnych, pism branżowych − są dostępne w czytelni.
Zdigitalizowane dokumenty udostępniane są sukcesywnie na platformie Encyklopedia teatru polskiego.